# ياسمين بانرمان
ياسمين بانرمان (بالإنجليزية: Yasmin Bannerman)‏ هي ممثلة بريطانية، ولدت في 1972 في غلوستر في المملكة المتحدة.

## وصلات خارجية
- ياسمين بانرمان على موقع IMDb (الإنجليزية)
- ياسمين بانرمان على موقع روتن توميتوز (الإنجليزية)
- ياسمين بانرمان على موقع ألو سيني (الفرنسية)
- ياسمين بانرمان على موقع قاعدة بيانات الفيلم (الإنجليزية)
- ياسمين بانرمان على موقع ليتربوكسد (الإنجليزية)